# Albert Osterhold
Albert Osterhold (* 6. Dezember 1815 in Sachsenhausen; † 6. Mai 1868 in Arolsen) war ein deutscher Pfarrer und Politiker.
Osterhold war der Sohn des Pfarrers Christian Wilhelm Osterhold (1786–1830) und dessen Ehefrau Henriette Karoline Wilhelmine, geborene Striepeke (1784–1834). Ludwig Osterhold war ein Onkel. Er heiratete am 17. Juni 1842 in Sargstedt in erster Ehe Lilli Christiane Hesse (1812–1854). 1862 heiratete er in zweiter Ehe Ottilie Heinecke (* 1822) aus Aschersleben. Osterhold studierte Theologie und war 1840 bis 1845 Pfarrer in Fürstenberg. Von 1845 bis 1863 war er Pfarrer und Rektor in Rhoden und wurde dann pensioniert.
Von 1849 bis 1852 war er Abgeordneter im Landtag des Fürstentums Waldeck-Pyrmont. Er wurde im XII. Wahlkreis gewählt. 1851 war er Vizepräsident des Landtags.